# Сайдуллин, Евгений Вячеславович
Евге́ний Вячесла́вович Сайду́ллин (род. 14 декабря 2000, Каменск-Уральский, Свердловская область) — российский спидвейный гонщик, выступавший также в мотогонках на льду. Чемпион мира в командном зачёте.

## Биография
Младший брат мотогонщика Игоря Сайдуллина. С 4 лет занимался мотокроссом, в 15 лет перешел в мотогонки на льду.
С сезоне 2015-2016 г. дебютировал в официальных соревнованиях по мотогонкам на льду, выступая сначала в юниорском составе "Мега-Лады", а с сезона 2017-2018 г. и во взрослом. В составе команды стал чемпионом страны в 2019 г., а также призером ряда юниорских чемпионатов России, в 2020 г. стал финалистом (4 место) этапа личного чемпионата мира в Тольятти.
В апреле 2021 г. объявил о завершении карьеры в мотогонках на льду.

### Достижения на льду
| - Чемпионат России по мотогонкам на льду среди юниоров: в личном зачёте — 2 место (2020, 2021) в командном зачёте — 2 место (2018, 2019, 2021), 3 место (2020) - Чемпионат России по мотогонкам на льду: в командном зачёте — 1 место (2019), 2 место (2018, 2020, 2021) - Кубок России — 3 место (2019) | ЛЧМ — 14 место (2016, дикая карта на 2 этапа из 6) |

С 2015 г. выступает также в классическом спидвее (тоже в составе "Мега-Лады"). В составе тольяттинского клуба побеждал в юниорском командном первенстве страны (2018-2019), а также становился призером командного чемпионата России (2018-2020).
В 2019-2020 гг. имел контракт с клубом второй польской лиги ("Вилки Кросно"), однако не проехал ни одной гонки. 
В 2019 г. стал вице-чемпионом Европы по спидвею среди гонщиков до 19 лет, а в 2020 г. вошёл в состав сборной России в качестве гонщика-юниора, с которой выиграл чемпионат мира (Speedway of Nations).

### Среднезаездный результат
| Лига        | 2018            | 2019            | 2020            | 2021                 |
| ----------- | --------------- | --------------- | --------------- | -------------------- |
| Флаг России | 1,480 Мега-Лада | 1,900 Мега-Лада | 1,814 Мега-Лада | 1,686 Мега-Лада      |
| (I)         | -               | -               | -               | 1,150 Полония Быдгощ |

### Достижения в спидвее
| - Чемпионат России по спидвею среди юниоров до 19 лет: в личном зачёте — 2 место (2018), 3 место (2019) - Чемпионат России по спидвею среди юниоров до 21 года: в личном зачёте — 1 место (2021) в командном зачёте — 1 место (2018, 2019), 2 место (2021), 3 место (2020) в парном зачёте — 1 место (2019), 2 место (2021) - Чемпионат России по спидвею: в командном зачёте — 1 место (2021), 2 место (2019, 2020), 3 место (2018) в парном зачёте — 3 место (2018) в личном зачёте —3 место (2023) | ЛЧЕЮ — 2 место (2019) ЛЧМЮ — 7 место в квалификации (2021) Speedway of Nations — 1 место (2020) |